# Hauensteinstrecke
| Rümlinger Viadukt auf der Scheitelstrecke |                                                                                                  |                                                                |                                                                |
| Streckennummer (BAV): | 500 (Basel SBB–Sissach–Olten) 501 (Muttenz–Adlertunnel–Liestal) 503 (Sissach–Läufelfingen–Olten) |                                                                |                                                                |
| Fahrplanfeld: | 500, 503                                                                                         |                                                                |                                                                |
| Spurweite: | 1435 mm (Normalspur)                                                                             |                                                                |                                                                |
| |                                                                                                  |                                                                |                                                                |
| \| \| \| von Strasbourg \| \| \| \| 0,0 \| Basel SBB S 1 S 3 \| 277 m ü. M. \| \| \| \| Jurabahn nach Delémont–Biel/Bienne S 3 \| \| \| \| \| Strassenbahn Basel \| \| \| \| 1,2 \| Basler Verbindungsbahn nach Basel Bad Bf–Deutschland \| Basler Verbindungsbahn nach Basel Bad Bf–Deutschland \| \| \| \| Tram Basel-Pratteln (ehem. Basellandschaftliche Ueberlandbahn) \| \| \| \| \| Basel St. Jakob bei Fussballmatches \| \| \| \| \| Birsbrücke III St. Jakob (90 m) \| \| \| \| 2,5 \| Verbindungskurve von der Strecke Delémont–Basel \| Verbindungskurve von der Strecke Delémont–Basel \| \| \| 3,0 \| Basler Verbindungsbahn von Basel Badischer Bahnhof \| Basler Verbindungsbahn von Basel Badischer Bahnhof \| \| \| 4,8 \| Muttenz \| 281 m ü. M. \| \| \| 6,5 \| \| \| \| \| \| Adlertunnel (5302 m) \| \| \| \| 8,3 \| Pratteln \| 290 m ü. M. \| \| \| \| Bözbergstrecke nach Laufenburg/Frick S 1 –Zürich \| \| \| \| 12,2 \| Frenkendorf-Füllinsdorf \| 331 m ü. M. \| \| \| 13,8 \| \| \| \| \| 14,4 \| Liestal \| 327 m ü. M. \| \| \| \| Waldenburgerbahn nach Waldenburg (Meterspur) \| \| \| \| \| Orisbachbrücke \| \| \| \| \| Frenkebrücke \| \| \| \| 17,4 \| Lausen \| 343 m ü. M. \| \| \| 19,1 \| Itingen \| 359 m ü. M. \| \| \| 21,1 \| Sissach Endpunkt S 9 \| 376 m ü. M. \| \| \| \| Hauenstein-Scheitelstrecke nach Olten \| \| \| \| \| Ergolzbrücke Böckten \| \| \| \| 23,7 \| Diepflingen \| 420 m ü. M. \| \| \| 24,0 \| Gelterkinden \| 403 m ü. M. \| \| \| \| Ergolzbrücke Gelterkinden \| \| \| \| 25,28 \| Sommerau \| 420 m ü. M. \| \| \| 26,9 \| Rümlingen \| 480 m ü. M. \| \| \| \| Rümlinger Viadukt (128 m) \| \| \| \| 28,8 \| Buckten \| 520 m ü. M. \| \| \| \| Brücke Staatsstrasse Tecknau (149 m) \| \| \| \| 28,1 \| Tecknau \| 445 m ü. M. \| \| \| \| Bucktentunnel (263 m) \| \| \| \| \| Mühlefluhtunnel (60 m) \| \| \| \| \| Hauenstein-Basistunnel (8134 m) \| \| \| \| 30,8 \| Läufelfingen \| 559 m ü. M. \| \| \| \| Hauenstein-Scheiteltunnel (2495 m) \| \| \| \| 33,9 \| Miesern Wintersport-Haltestelle aufgehoben \| Miesern Wintersport-Haltestelle aufgehoben \| \| \| 36,6 \| Trimbach \| 482 m ü. M. \| \| \| \| Aarebrücke Tannwald/Aarebrücke Olten (103 m/153 m) \| \| \| \| 37,4 \| Verbindungskurve nach Aarau \| Verbindungskurve nach Aarau \| \| \| 37,8 \| via Hauenstein-Scheiteltunnel von Sissach S 9 \| via Hauenstein-Scheiteltunnel von Sissach S 9 \| \| \| 37,4 \| von Aarau–Zürich/Rotkreuz \| von Aarau–Zürich/Rotkreuz \| \| \| 39,2 \| Olten Endpunkt S 3 und S 9 \| 396 m ü. M. \| \| \| \| nach Bern, nach Solothurn und nach Luzern \| \| |                                                                                                  |                                                                |                                                                |
| Strecke |                                                                                                  | von Strasbourg                                                 | von Strasbourg                                                 |
| Bahnhof | 0,0                                                                                              | Basel SBB S 1 S 3                                              | 277 m ü. M.                                                    |
| Abzweig geradeaus und nach rechts |                                                                                                  | Jurabahn nach Delémont–Biel/Bienne S 3                         | Jurabahn nach Delémont–Biel/Bienne S 3                         |
| Kreuzung mit U-Bahn geradeaus unten |                                                                                                  | Strassenbahn Basel                                             | Strassenbahn Basel                                             |
| Abzweig geradeaus und nach links | 1,2                                                                                              | Basler Verbindungsbahn nach Basel Bad Bf–Deutschland           | Basler Verbindungsbahn nach Basel Bad Bf–Deutschland           |
| Kreuzung geradeaus unten |                                                                                                  | Tram Basel-Pratteln (ehem. Basellandschaftliche Ueberlandbahn) | Tram Basel-Pratteln (ehem. Basellandschaftliche Ueberlandbahn) |
| Haltepunkt / Haltestelle |                                                                                                  | Basel St. Jakob bei Fussballmatches                            | Basel St. Jakob bei Fussballmatches                            |
| Brücke über Wasserlauf |                                                                                                  | Birsbrücke III St. Jakob (90 m)                                | Birsbrücke III St. Jakob (90 m)                                |
| Abzweig geradeaus und von rechts | 2,5                                                                                              | Verbindungskurve von der Strecke Delémont–Basel                | Verbindungskurve von der Strecke Delémont–Basel                |
| Abzweig geradeaus und von links | 3,0                                                                                              | Basler Verbindungsbahn von Basel Badischer Bahnhof             | Basler Verbindungsbahn von Basel Badischer Bahnhof             |
| Bahnhof | 4,8                                                                                              | Muttenz                                                        | 281 m ü. M.                                                    |
| Verschwenkung von links · Verschwenkung von rechts | 6,5                                                                                              |                                                                |                                                                |
| Tunnelanfang · Strecke |                                                                                                  | Adlertunnel (5302 m)                                           | Adlertunnel (5302 m)                                           |
| Strecke (im Tunnel) · Bahnhof | 8,3                                                                                              | Pratteln                                                       | 290 m ü. M.                                                    |
| Strecke (im Tunnel) · Abzweig geradeaus und nach links |                                                                                                  | Bözbergstrecke nach Laufenburg/Frick S 1 –Zürich               | Bözbergstrecke nach Laufenburg/Frick S 1 –Zürich               |
| Tunnelende · Bahnhof | 12,2                                                                                             | Frenkendorf-Füllinsdorf                                        | 331 m ü. M.                                                    |
| | 13,8                                                                                             |                                                                |                                                                |
| Kopfbahnhof Streckenanfang · Bahnhof | 14,4                                                                                             | Liestal                                                        | 327 m ü. M.                                                    |
| Strecke nach rechts · Strecke |                                                                                                  | Waldenburgerbahn nach Waldenburg (Meterspur)                   | Waldenburgerbahn nach Waldenburg (Meterspur)                   |
| Brücke über Wasserlauf |                                                                                                  | Orisbachbrücke                                                 | Orisbachbrücke                                                 |
| Brücke über Wasserlauf |                                                                                                  | Frenkebrücke                                                   | Frenkebrücke                                                   |
| Bahnhof | 17,4                                                                                             | Lausen                                                         | 343 m ü. M.                                                    |
| Haltepunkt / Haltestelle | 19,1                                                                                             | Itingen                                                        | 359 m ü. M.                                                    |
| Bahnhof | 21,1                                                                                             | Sissach Endpunkt S 9                                           | 376 m ü. M.                                                    |
| |                                                                                                  | Hauenstein-Scheitelstrecke nach Olten                          |                                                                |
| Strecke · Brücke über Wasserlauf |                                                                                                  | Ergolzbrücke Böckten                                           | Ergolzbrücke Böckten                                           |
| Haltepunkt / Haltestelle · Strecke | 23,7                                                                                             | Diepflingen                                                    | 420 m ü. M.                                                    |
| Strecke · Bahnhof | 24,0                                                                                             | Gelterkinden                                                   | 403 m ü. M.                                                    |
| Strecke · Brücke über Wasserlauf |                                                                                                  | Ergolzbrücke Gelterkinden                                      | Ergolzbrücke Gelterkinden                                      |
| Haltepunkt / Haltestelle · Strecke | 25,28                                                                                            | Sommerau                                                       | 420 m ü. M.                                                    |
| Haltepunkt / Haltestelle · Strecke | 26,9                                                                                             | Rümlingen                                                      | 480 m ü. M.                                                    |
| Brücke · Strecke |                                                                                                  | Rümlinger Viadukt (128 m)                                      | Rümlinger Viadukt (128 m)                                      |
| Haltepunkt / Haltestelle · Strecke | 28,8                                                                                             | Buckten                                                        | 520 m ü. M.                                                    |
| Strecke · Brücke |                                                                                                  | Brücke Staatsstrasse Tecknau (149 m)                           | Brücke Staatsstrasse Tecknau (149 m)                           |
| Strecke · Bahnhof | 28,1                                                                                             | Tecknau                                                        | 445 m ü. M.                                                    |
| Tunnel · Strecke |                                                                                                  | Bucktentunnel (263 m)                                          | Bucktentunnel (263 m)                                          |
| Tunnel · Strecke |                                                                                                  | Mühlefluhtunnel (60 m)                                         | Mühlefluhtunnel (60 m)                                         |
| Strecke · Tunnelanfang |                                                                                                  | Hauenstein-Basistunnel (8134 m)                                | Hauenstein-Basistunnel (8134 m)                                |
| Bahnhof · Strecke (im Tunnel) | 30,8                                                                                             | Läufelfingen                                                   | 559 m ü. M.                                                    |
| Tunnel · Strecke (im Tunnel) |                                                                                                  | Hauenstein-Scheiteltunnel (2495 m)                             | Hauenstein-Scheiteltunnel (2495 m)                             |
| ehemaliger Haltepunkt / Haltestelle · Strecke (im Tunnel) | 33,9                                                                                             | Miesern Wintersport-Haltestelle aufgehoben                     | Miesern Wintersport-Haltestelle aufgehoben                     |
| Haltepunkt / Haltestelle · Tunnelende | 36,6                                                                                             | Trimbach                                                       | 482 m ü. M.                                                    |
| Brücke über Wasserlauf · Brücke über Wasserlauf |                                                                                                  | Aarebrücke Tannwald/Aarebrücke Olten (103 m/153 m)             | Aarebrücke Tannwald/Aarebrücke Olten (103 m/153 m)             |
| Strecke · Abzweig geradeaus und nach links | 37,4                                                                                             | Verbindungskurve nach Aarau                                    | Verbindungskurve nach Aarau                                    |
| Verschwenkung nach links · Verschwenkung nach rechts | 37,8                                                                                             | via Hauenstein-Scheiteltunnel von Sissach S 9                  | via Hauenstein-Scheiteltunnel von Sissach S 9                  |
| Abzweig geradeaus und von links | 37,4                                                                                             | von Aarau–Zürich/Rotkreuz                                      | von Aarau–Zürich/Rotkreuz                                      |
| Bahnhof | 39,2                                                                                             | Olten Endpunkt S 3 und S 9                                     | 396 m ü. M.                                                    |
| Strecke |                                                                                                  | nach Bern, nach Solothurn und nach Luzern                      | nach Bern, nach Solothurn und nach Luzern                      |

Die Hauensteinstrecke ist eine der ältesten Eisenbahnstrecken in der Schweiz. Sie wurde 1858 durch die Schweizerische Centralbahn (SCB) eröffnet und verbindet die beiden Städte Basel und Olten. Im Jahre 1916 wurde eine neue Strecke mit einem Basistunnel gebaut, die alte Strecke blieb als Nebenstrecke erhalten.
Der Name Hauenstein, der an tief in den Kalkfelsen eingehauene mittelalterliche Hohlwege erinnert, bezeichnet zwei Passübergänge über die Jura-Hauptkette und die Ortschaft Hauenstein südlich des Scheitels des Unteren Hauensteinpasses. Im weiteren Umkreis dieser beiden Pässe durchqueren zwei Eisenbahntunnel den Jura: der ältere Hauenstein-Scheiteltunnel verläuft unter dem Dorf Hauenstein, während der neuere Hauenstein-Basistunnel östlich am Gemeindegebiet vorbeiführt.
Seit der Eröffnung des Basistunnels wird der gesamte Fernverkehr über die neue Strecke geführt, die alte Strecke dient in der Regel nur noch dem Personenverkehr, die Züge tragen den Spitznamen «Läufelfingerli». Bei Unterbrüchen der Strecke durch den Basistunnel verkehren jedoch weiterhin Schnellzüge über die alte Hauensteinstrecke, was eine um rund vier Minuten längere Fahrzeit zur Folge hat. Für Güterzüge ist die Scheitelstrecke wegen der grossen Steigungen nur bedingt geeignet.

## Der Hauenstein-Scheiteltunnel
Strecke (Sissach–) Läufelfingen–Trimbach (–Olten) (SBB-Kursbuchfeld 503)
Länge 2495 Meter, Bauzeit 1853–1858

### Vorgeschichte
Im Jahre 1850 lud der Bundesrat der Schweiz die beiden englischen Ingenieure Robert Stephenson und Henry Swinburne ein, Pläne für ein Eisenbahnnetz im Gebiet der Eidgenossenschaft anzufertigen. Dabei forderte der Bundesrat eine Auslegeordnung und die Analyse verschiedener Konkurrenz-Strecken. Die Experten sollten wichtige Hauptlinien und später zu realisierende Nebenlinien bezeichnen. In ihrem Gutachten schlugen die Experten vor, Basel nur mit einer Linie mit dem Mittelland (dem «Tal der Aare») zu verbinden, und zwar mit einer möglichst zentralen Strecke. Wie die Erfahrungen aus England gezeigt hätten, seien zwei direkte Strecken von Basel nach Bern bzw. nach Zürich mutmasslich unrentabel. Die Experten diskutieren unter anderem die Strecke entlang des Rheins, die Bözberglinie, die Hauensteinlinie und die Wasserfallen-Linie («Passwang-Linie»). Dabei präsentierten die Experten die Hauensteinlinie als die zentralste Strecke von Basel ins Mittelland, da sie das zentral gelegene Olten erschloss, und empfahlen eine Ausführung in den steileren Streckenabschnitten um den Hauenstein mittels «schrägen Ebenen», wo die Wagen mit Seilen hochgezogen werden sollten. Der Bundesrat favorisierte aufgrund dieser Empfehlung demnach eine einzige Strecke mit einem Juradurchstich durch den Unteren Hauenstein oder die Schafmatt. Beide Streckenführungen folgten der Ergolz bis Sissach, von wo der eine Weg über Läufelfingen und durch den Hauensteintunnel nach Olten strebte, während der andere über Gelterkinden und Oltingen sowie unter der Schafmatt hindurch nach Aarau führen sollte (Schafmattbahn). Aus dem Wettstreit dieser Varianten ging die Läufelfinger-Strecke als Siegerin hervor, da sie mit einem kürzeren Tunnel auskam und so ihre Erstellungskosten etwas tiefer veranschlagt werden konnten. Ausserdem muss beachtet werden, dass zu dieser Zeit der Oltner Josef Munzinger im Bundesrat sass – 1853 und 1854 gar als Eisenbahnminister – und sich erfolgreich für eine Linie nach Olten engagierte. Man verzichtete bei der Projektierung der Hauensteinbahn auf die Erstellung von schrägen Ebenen und plante eine durchgehende Adhäsionsbahn. Die im Februar 1853 in Basel gegründete Schweizerische Centralbahn (SCB) realisierte dieses Projekt als ihr erstes. Der international erfahrene und gefragte württembergische Oberbaurat Carl von Etzel, der als Oberingenieur die Arbeiten leitete, war bereits im Jahr zuvor in seinem Bericht an den provisorischen Verwaltungsrat zu folgendem Schluss gekommen: «Die Verbindung von Basel mit dem Aarethal über den Jura ist die wichtigste Linie im ganzen Schweizerischen Eisenbahnnetze, zugleich aber auch diejenige, welche die grössten technischen Schwierigkeiten bietet.»

### Bau der offenen Strecke

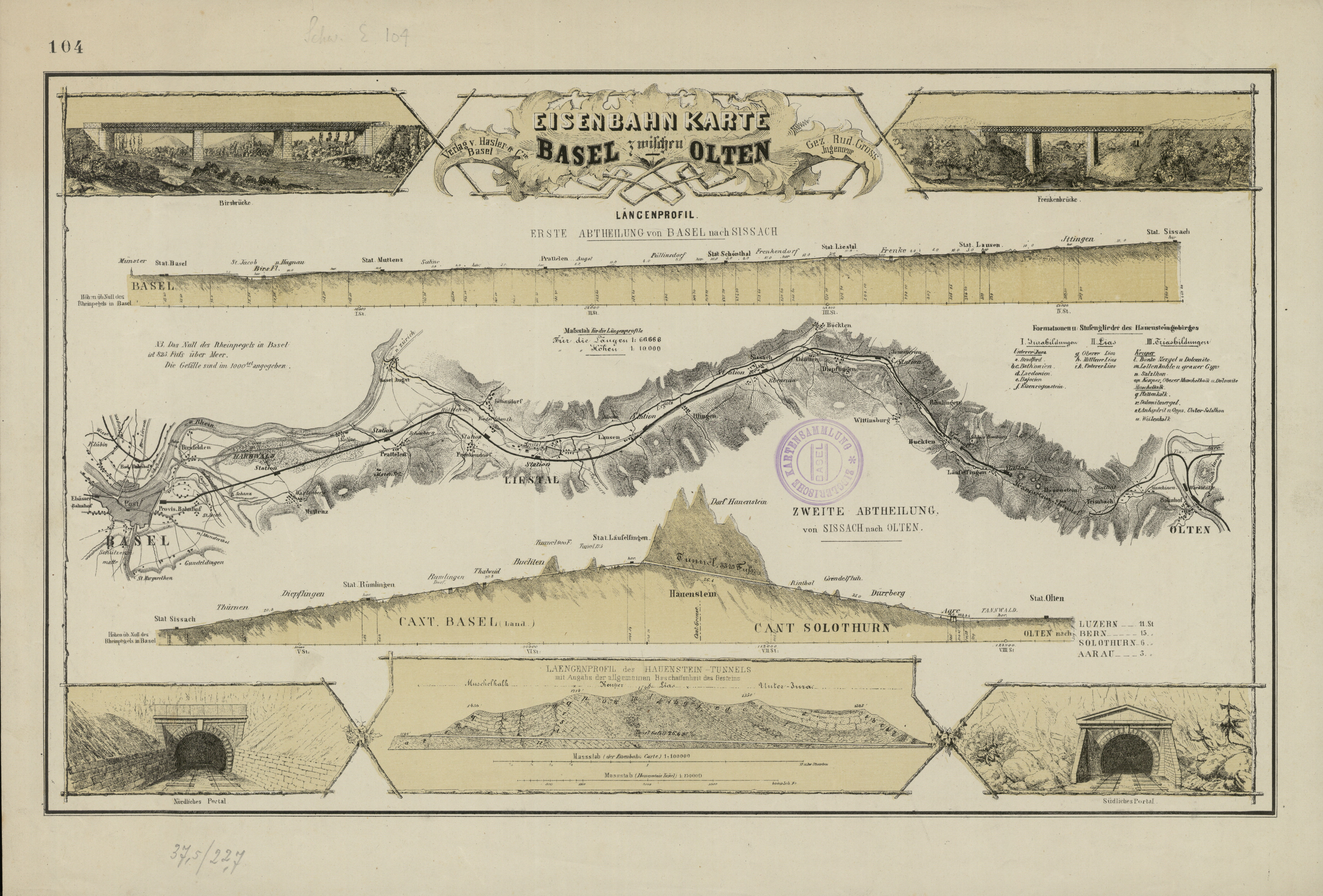
Eisenbahn-Karte zwischen Basel-Olten von Ingenieur Rudolf Gross aus den 1850er Jahren

Von Etzel arbeitete 1853 die Details der Linienführung, der Terrassierung und der Kunstbauten aus. Im flachen Gebiet kamen die Arbeiten auch sehr zügig voran. Der 13,26 km lange Abschnitt zwischen dem provisorischen Bahnhof in Basel und Liestal wurde am 19. Dezember 1854 eröffnet, also bloss etwa anderthalb Jahre nach der Gründung der Centralbahngesellschaft, und am 1. Juni 1855 um den 6,86 km langen Abschnitt bis Sissach ergänzt. Hier begann der bautechnisch anspruchsvollere Teil, der der Linie den Charakter einer Bergstrecke verleiht. Neben zwei kürzeren Tunnels zwischen Buckten und Läufelfingen bildete vor allem das Viadukt von Rümlingen eine technische Meisterleistung. Die 9,63 km lange Strecke von Sissach nach Läufelfingen, wo die Station den Kulminationspunkt der Bahnlinie bildet, wurde am 1. Mai 1857 in Betrieb genommen. Geometer Jakob Christen besorgte die Vermessungsarbeiten, und noch in den 1850er Jahren veröffentlichte Rudolf Gross in Basel die Eisenbahn-Karte zwischen Basel – Olten. Eine weitere bemerkenswerte Ingenieurbaute war die Aarebrücke, die zwischen 1854 und 1856 unter der Leitung von Niklaus Riggenbach erbaut wurde, dem damaligen Chef der Maschinenwerkstätte der SCB in Basel. Oberingenieur von Etzel publizierte die Pläne der Brücken und Talübergänge, sodass das dabei angewandte Fachwissen auch bei anderen Bahnprojekten genutzt werden konnte.

### Vermessung und Bau des Scheiteltunnels

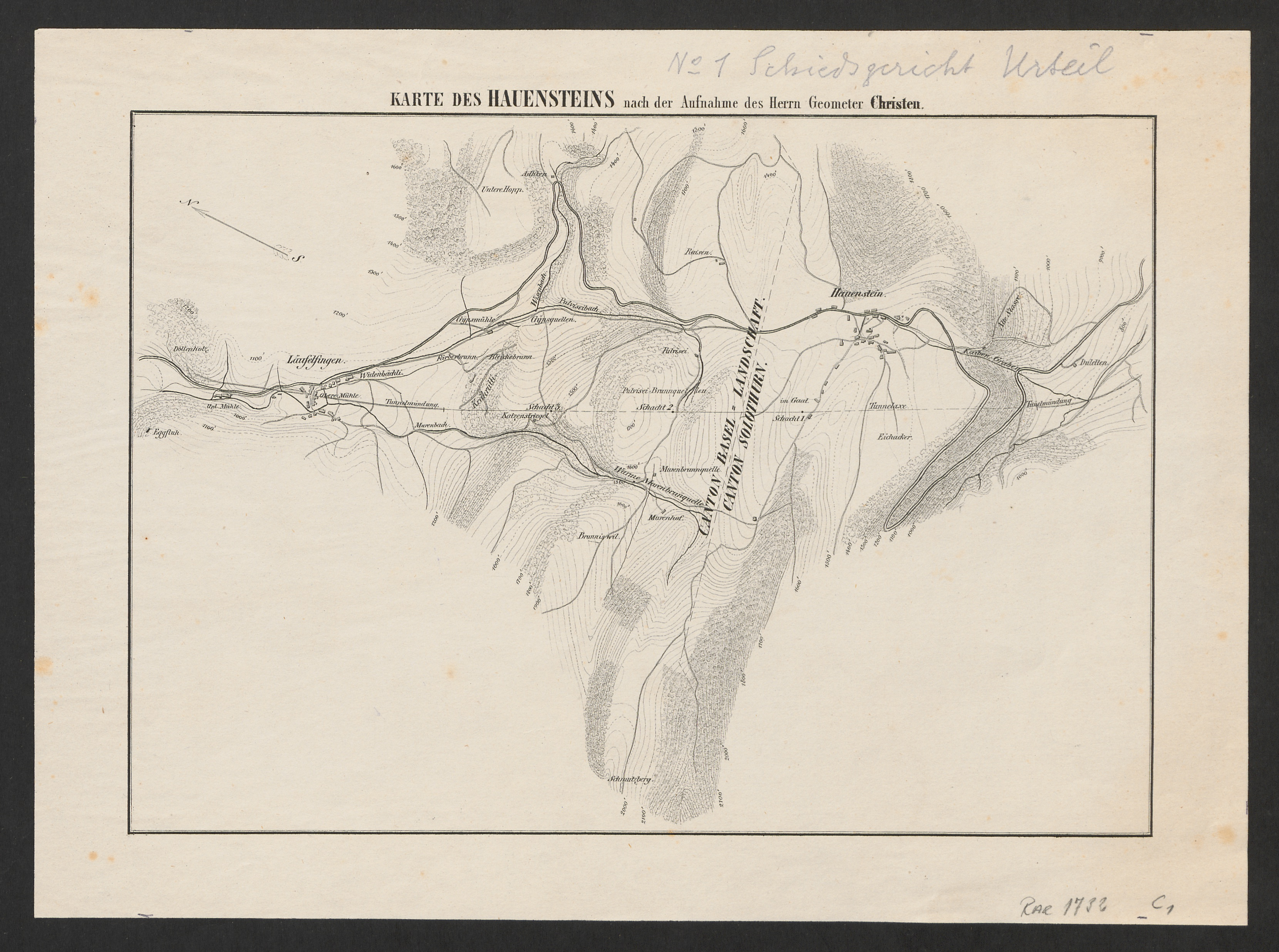
„Karte des Hauensteins nach der Aufnahme des Herrn Geometer Christen.“

Nachdem die Lage der beiden Portale festgelegt war, begann die Schweizerische Centralbahn im Juli 1853 in eigener Regie mit dem Bau des Scheiteltunnels. Ab dem 1. Februar 1854 führte der englische Unternehmer Thomas Brassey aus London die Arbeiten im Akkord weiter. Das Vorhaben war eine grosse Herausforderung, denn noch nie war in der Schweiz ein so langer Tunnel gebaut worden. Niemand hielt es für möglich, dass sich zwei Mannschaften, die im Gegenvortrieb arbeiteten, nach Jahren im Berg treffen würden. Brassey verpflichtete sich, den Tunnel bis zum 1. April 1857 fertigzustellen, was nur mit einem schnellen Vortrieb möglich war. Der insgesamt 2496 m lange Tunnel wurde deshalb von fünf Stellen aus aufgefahren. Dies erforderte den Bau von drei Schächten, die Zwischenangriffe in beide Richtungen ermöglichten. Der mittlere Schacht Nr. 2 musste jedoch wegen zu hohem Wasserandrang aufgegeben werden. Die fünf Bauabschnitte waren zwischen 455 m und 1027 m lang. Damit wurde am Hauenstein in den 1850er Jahren die gleiche Tunnelbauweise mit Zwischenangriffen von Schächten aus angewandt wie rund anderthalb Jahrhunderte später beim Gotthard-Basistunnel. Allerdings ist der Hauenstein-Scheiteltunnel rund 23-mal kürzer als der Gotthard-Basistunnel.

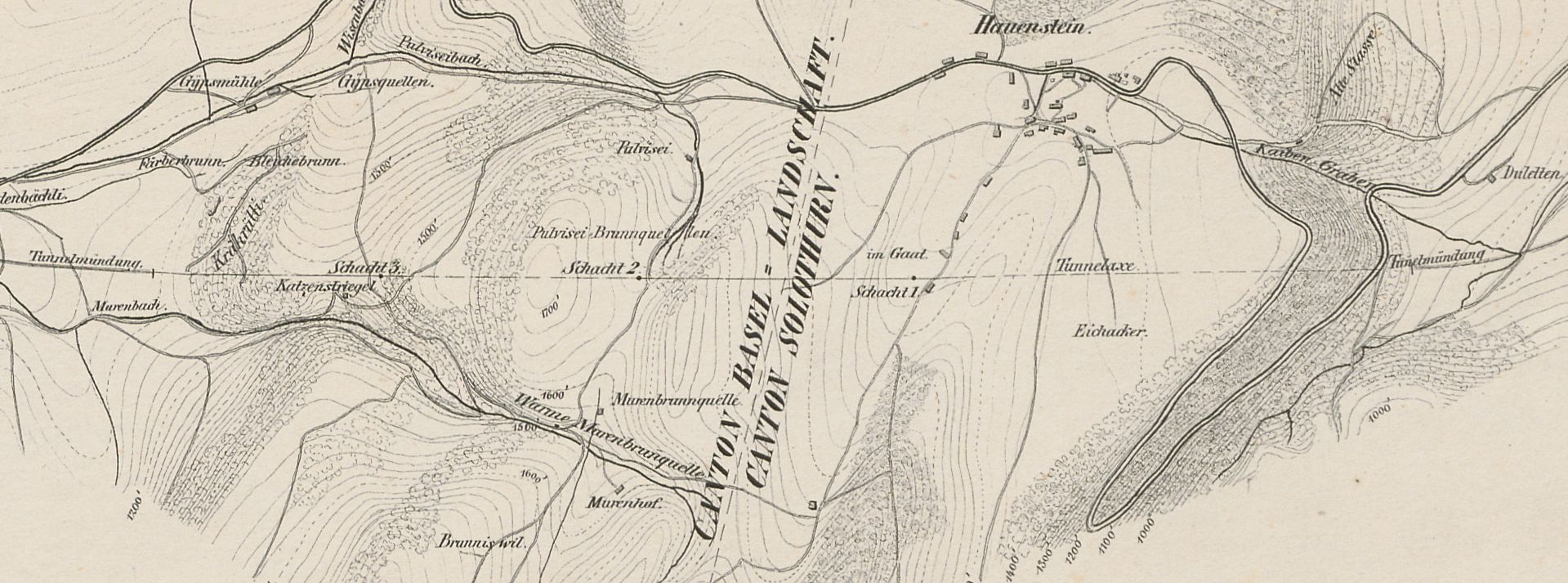
Ausschnitt aus der Karte des Hauensteins nach der Aufnahme des Herrn Geometer Christen mit dem Tunnelbereich

Die Richtung des Tunnels wurde durch hölzerne Zeichen an geeigneten Stellen an der Oberfläche angezeigt, deren Position durch feste Signalsteine kontrolliert werden konnte. Der Theodolit, mit dem die Richtungsübertragung in den Stollen erfolgte, wurde auf beiden Seiten des Tunnels in einiger Entfernung von den Portalen aufgestellt. Komplizierter gestaltete sich die Übertragung der Tunnelrichtung in die Schächte, die mit einer Bussole von 24 cm Durchmesser erfolgte. Dazu wurde an der Oberfläche die Abweichung der Magnetnadel von der Richtungslinie gemessen, die 9° 58' West betrug. Dieser magnetisch ermittelte Azimut wurde dann mit zwei 6 kg schweren Senkbleien auf die Tunnelsohle übertragen, wobei im Umkreis von 18 m um die Senkbleie alles Eisen entfernt wurde. Zur Dämpfung der Bewegung der Senkbleie wurden wassergefüllte Gefässe verwendet, wobei das Wasser mit Holzsplittern bedeckt wurde. Die Höhenbestimmung in den Schächten erfolgte mit Holzstangen, die aus einzelnen Stäben zusammengesetzt waren. Diese wurden nach genauer Längenmessung in den Schacht gehängt. Die Vermessung des Tunnels wurde mit grosser Genauigkeit ausgeführt. Beim Durchschlag des Tunnels ergab sich in Richtung und Höhe eine Abweichung von nur 30 bzw. 24 mm.

Geologischer Durchschnitt des Hauenstein-Tunnels

Der Tunnel wurde von der Centralbahn in deutscher Bauweise begonnen, bei der zunächst zwei seitliche Sohlstollen als Raum für die Widerlager und der Firststollen ausgebrochen werden, bevor man sich durch die Firste zu den Sohlstollen vorarbeitet. Erst nach Fertigstellung der Tunnelwand wird der Kern ausgebrochen. Brassey ging zur englischen Bauweise über, bei der zunächst ein Kernstollen für den Abtransport des Ausbruchmaterials ausgebrochen wird, bevor das gesamte Profil von der Firste bis zur Sohle ausgebrochen und mit Holz ausgebaut wird. Zuletzt wird der Tunnel mit Hilfe eines verschiebbaren Lehrbogens ausgemauert. Die Werkzeuge waren sehr einfach. Man arbeitete mit Fäustel, Meissel, Pickel und Brechstange. Pferde und Männer aus verschiedenen Ländern, auch viele Kinder arbeiteten unter grossen Gefahren in den Stollen und atmeten den beissenden Qualm von Schwarzpulver und Staub ein. Die Auswirkungen der Geologie mit dem komplizierten Aufbau des Juras und die Schwierigkeiten mit der von Norden nach Süden geneigten Tunnelröhre wurden unterschätzt. Das Hauptproblem war der stellenweise sehr starke Wasserandrang. Auf der Südseite ab Trimbach, wo das Wasser frei abfliessen konnte, ging der Vortrieb gut voran, auf der Nordseite häuften sich die Schwierigkeiten. Der harte Kalkstein konnte zwar durchbohrt werden, aber das eindringende Wasser konnte wegen der Neigung des Tunnels nicht frei abfliessen, sondern sammelte sich vor der Ortsbrust. Zunächst wurde das Wasser mit Handpumpen aus dem Tunnel gefördert, die aber bald nicht mehr ausreichten und durch leistungsfähigere Pumpen ersetzt wurden, die zunächst von Lokomobilen und später von stationären Dampfmaschinen angetrieben wurden. Die Vortriebsarbeiten fanden teilweise in knietiefem Wasser statt, was die ohnehin schwierigen Arbeitsbedingungen zusätzlich erschwerte. Diese und die Lebensbedingungen der Arbeiter wurden eingehend untersucht.

### Brandunglück

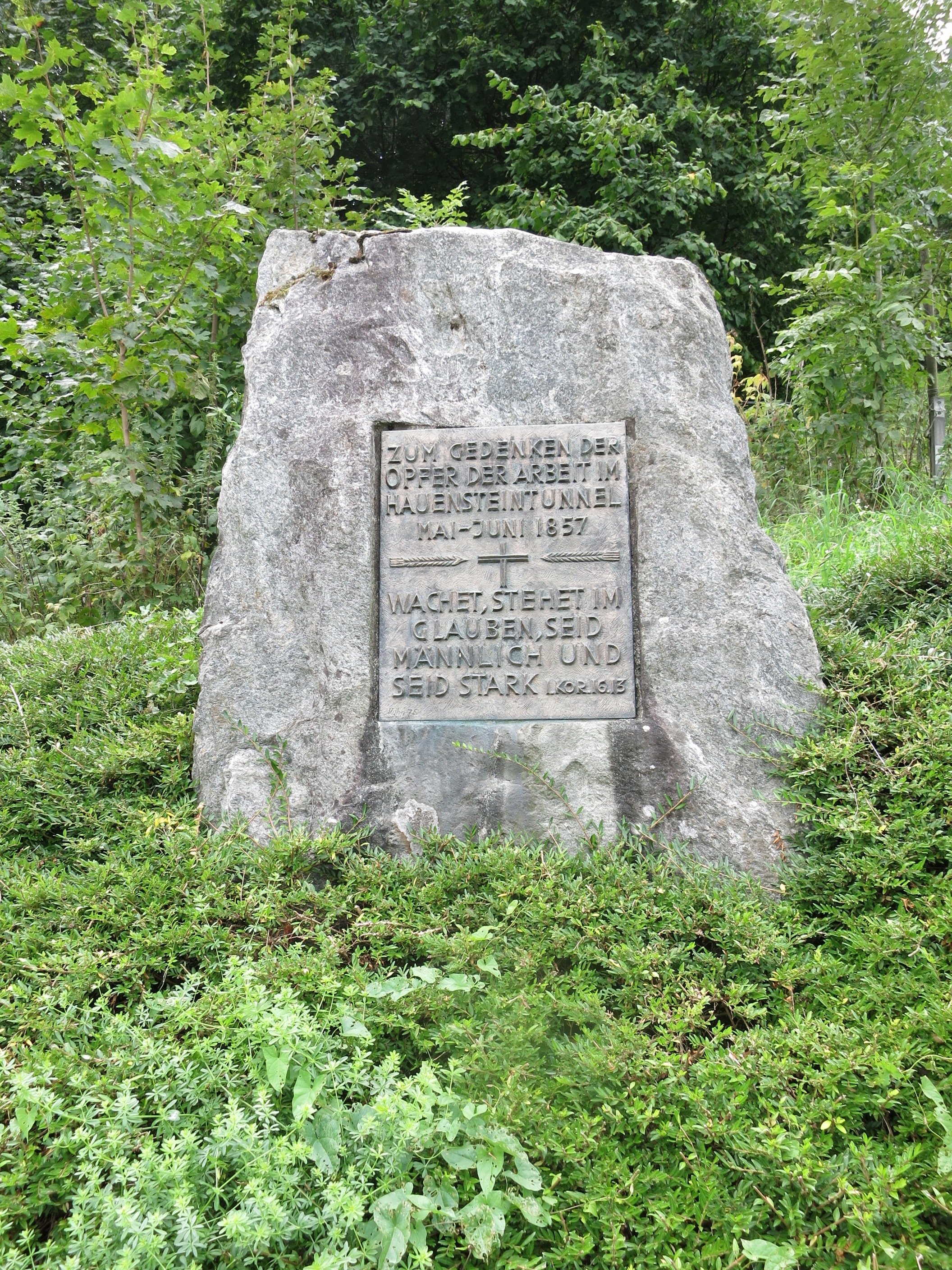
Gedenkstein in Hauenstein SO

Am 28. Mai 1857 kam es beim Bau des Hauenstein-Scheiteltunnels erneut zu einem Unglück. Auf Höhe des Schachts 1 war eine Tunnelschmiede (Esse) eingerichtet, und am Mittag blies den Schmieden ein ungewöhnlich starker Luftzug die Lampen aus. Im Schacht waren die mit einer dicken Russschicht überzogenen Stützbalken und Bretter in Brand geraten. Ein Teil der Arbeiter konnte sich vor dem Einsturz der brennenden Sparren und Bretter retten. Gewaltige Erdmassen polterten in den Tunnel und schnitten 52 Arbeitern den Rückweg ab. Um den Brand zu löschen, leitete man von oben den Inhalt eines ganzen Weihers in den Schacht 1. Daraufhin wollte man versuchen, vom Tunnel her einen Durchgang durch den Schuttkegel zu graben. Als man aber den vom Wasser ganz lehmigen Schuttkegel anbohrte, traten aus diesem gewaltige Mengen giftiger Kohlenstoffmonoxidgase aus. Nach einiger Zeit wurde der Rettungsversuch abgebrochen, denn elf Retter starben durch Vergiftung, und gegen 500 Männer wurden besinnungslos aus dem Tunnel getragen. Mit verschiedenen Mitteln wurde daraufhin vergeblich versucht, eine bessere Luftzirkulation herbeizuführen. Am achten Tag nach dem Unglück gelang endlich der Durchbruch. Im Tunnel hinter der Barrikade fand man alle 52 Eingeschlossenen tot vor, die wohl schon am ersten Tag nach dem Unglück infolge der Gase gestorben waren. Das Unglück kostete insgesamt 63 Arbeitern das Leben.

### Einweihung

Aarebrücke der alten Hauensteinlinie bei Olten, Foto zwischen 1912 und 1916

Am 1. Mai 1858 wurde das grosse Bauwerk, der anspruchsvollste Abschnitt im Streckennetz der Schweizerischen Centralbahn, mit einer grossen Feier eingeweiht. Prächtig bekränzte Lokomotiven, so auch die Lokomotive Ec 2/5 28 Genf (heute bei SBB Historic), zogen den ersten Festzug aus der Richtung von Basel durch den Berg nach Trimbach, wo auf der früheren Tunnelbaustelle ein Festplatz eingerichtet war. Damit stand die Hauptstrecke der Centralbahn zum Bahnhof Olten, einem wichtigen Kreuzungspunkt, endlich für den Bahnverkehr zwischen Basel und dem schweizerischen Mittelland offen.

### Betrieb

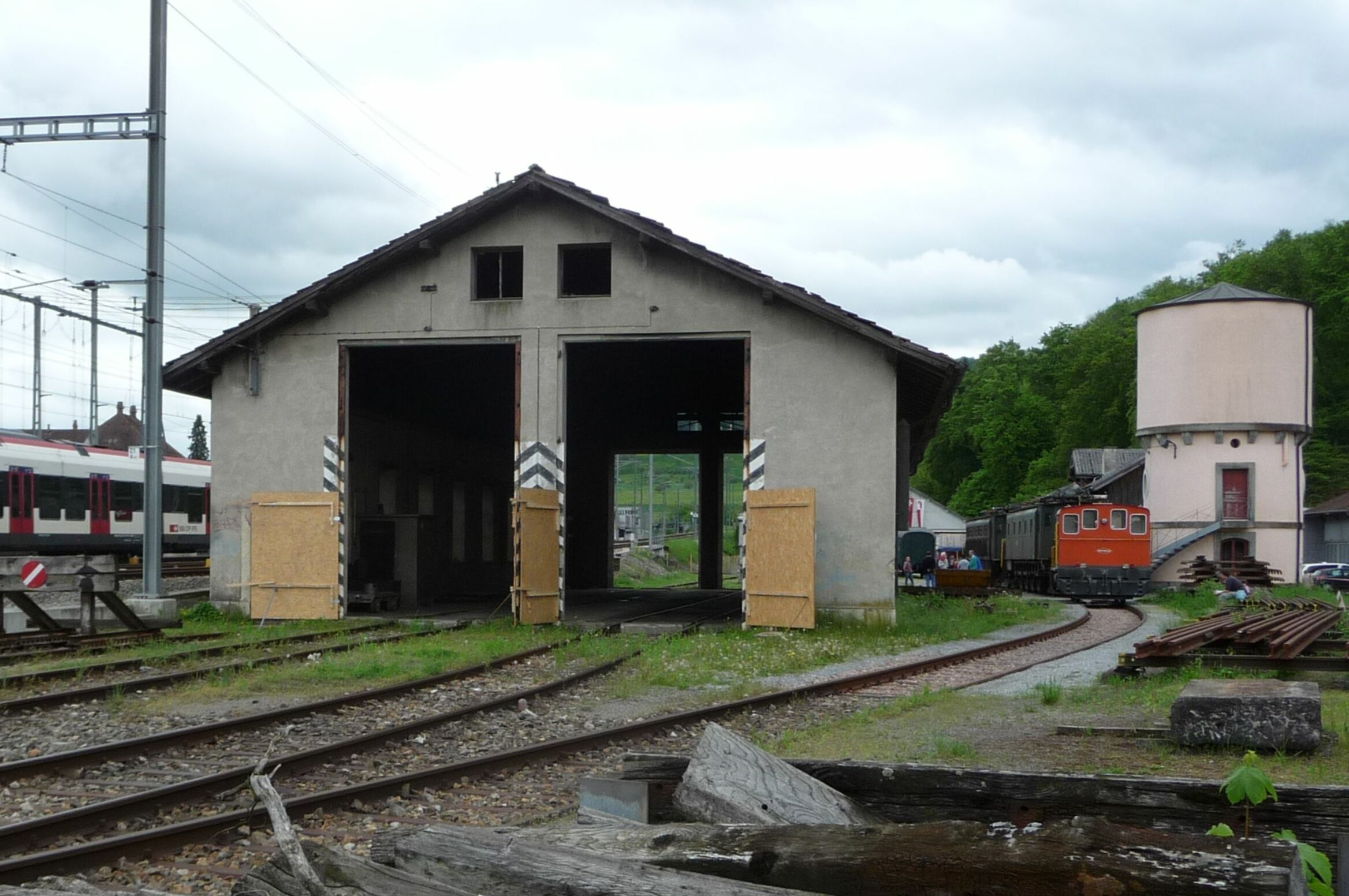
Depot mit Wasserturm in Sissach

Die Läufelfinger-Strecke war mit einer Steigung von 26,3 Promille eine der steilsten Strecken des damaligen Bahnnetzes. Sie wurde als zweite Strecke in der Schweiz abschnittweise auf Doppelspur ausgebaut. Aus Vorsichtsgründen fuhr man in der ersten Zeit rechts, um auf der steilen Talfahrt von Läufelfingen nach Sissach das bergseitige Geleise benützen zu können. Erst am 1. Juni 1895 passte sich die Bahn den Anschlussstrecken an und stellte auf Linksbetrieb um.
Um auch schwere Güterzüge auf der steilen Strecke befördern zu können, wurden bis zu zwei Vorspann-Lokomotiven eingesetzt. Nachdem der Zug die Steigung überwunden hatte, wurden die Dampflokomotiven in Läufelfingen wieder abgekuppelt und im Leerlauf rückwärts zurück nach Sissach gefahren. Im Depot in Sissach wurden bis zu vier Vorspann-Lokomotiven unter Dampf gehalten. Das Wasser der Quelle im Reusli wurde in den Wasserturm geleitet, damit die Wassertanks der Lokomotiven mithilfe des Wasserkrans mit Wasser gefüllt werden konnten. Um den anspruchsvollen Bahnbetrieb gewährleisten zu können, wohnten während der Dienstzeit Lokomotivführer, Heizer und Mechaniker auf dem Bahnhofsgelände. Das alte Depot mit Schlafräumen für das Lokomotivpersonal, verschiedene Lagergebäude, der Wasserturm mit dem Wasserkran, die mit Muskelkraft betriebene Drehscheibe und die Schmiede, in der Reparaturen ausgeführt wurden, sind bis heute erhalten geblieben.

### Nach Eröffnung des Basistunnels

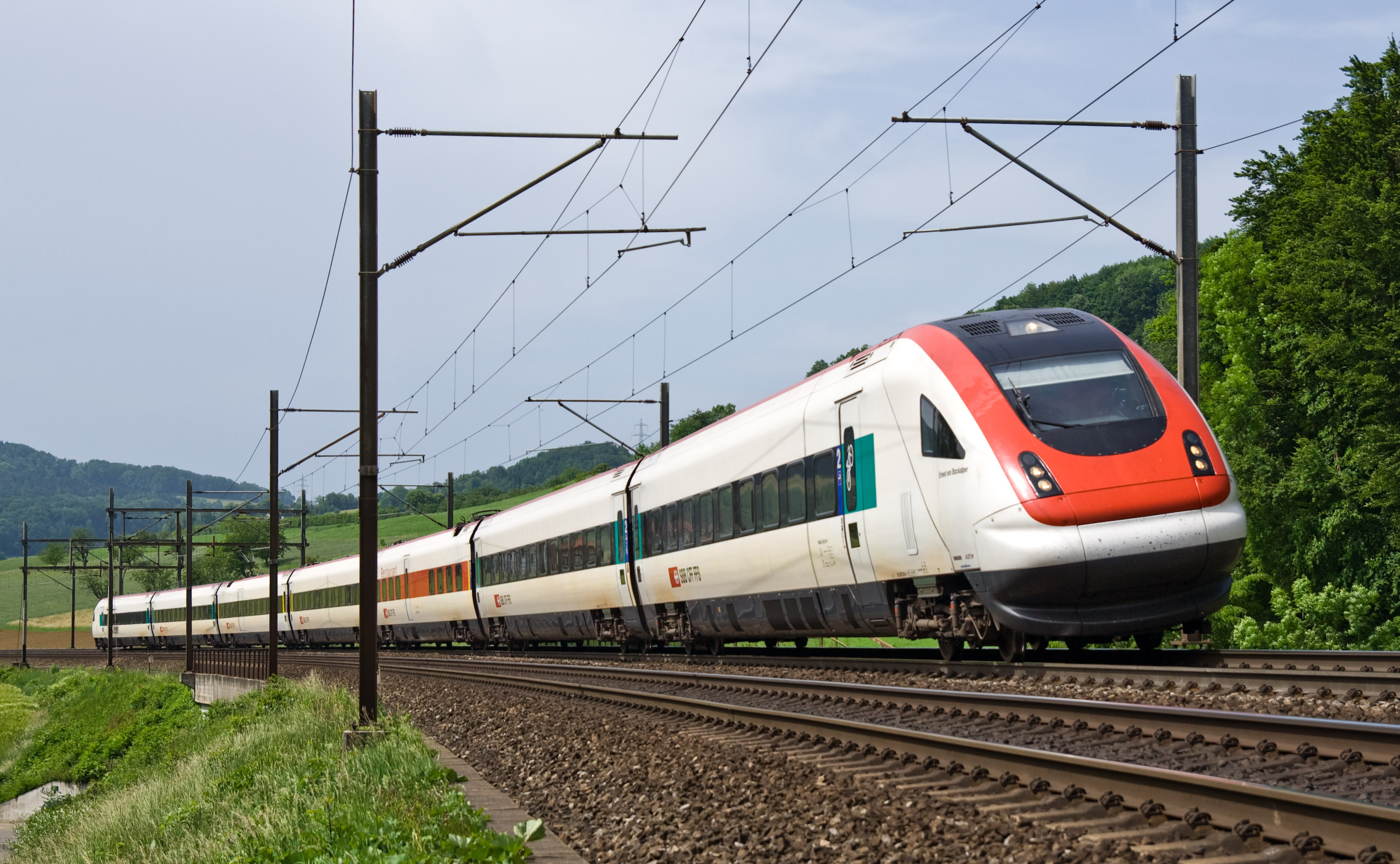
ICN zwischen Gelterkinden und Tecknau

Nach der Eröffnung des Basistunnels 1916 verlor die alte Hauensteinstrecke zunehmend an Bedeutung und wurde 1938 von Doppelspur auf Einspur zurückgebaut. Einzig in Läufelfingen befindet sich heute noch eine Ausweichstelle. Die Strecke wurde als eine der letzten Nebenlinien der SBB 1953 elektrifiziert.
Auf dem Fahrplanwechsel am 22. Mai 1977 wurde die 1. Klasse auf einigen Nebenstrecken aufgehoben, darunter auch auf dieser Strecke Olten–Läufelfingen–Sissach.
Ende 1990er Jahre war die Strecke von der Stilllegung bedroht. Nachdem der Betrieb 1997 für ein knappes Jahr durch Busse ersetzt worden war, verkehren heute wieder Regionalzüge zwischen Sissach und Olten. Im Jahre 2006 war das «Läufelfingerli» erneut akut von der Einstellung bedroht, doch lehnte der Landrat des Kantons Basel-Landschaft am 16. November eine Umstellung auf Busbetrieb ab und sicherte dessen Finanzierung (als Linie S9 der trinationalen S-Bahn Basel) bis 2009. In den einschlägigen Debatten wurde die Umstellung auf Busbetrieb mit den geringen Fahrgastzahlen und dem tiefen Kostendeckungsgrad von 19 Prozent (gegenüber 63 Prozent bei der S3 (Hauenstein-Basislinie) oder 70 bis 80 Prozent bei den Tramlinien im Unterbaselbiet) begründet; die begrenzten Mittel für den öffentlichen Verkehr könnten wirkungsvoller eingesetzt werden, wenn die Förderung des Schienenverkehrs auf die dicht besiedelten Agglomerationsgebiete ausgerichtet werde; im Homburgertal mit seinen teilweise recht grossen Distanzen zwischen Bahnstationen und den zu bedienenden Dörfern sei der Bus besser geeignet, ein bedarfsgerechtes Angebot bereitzustellen. Dem hielten die Befürworter einer Beibehaltung des Bahnbetriebs entgegen, ein Busbetrieb vermöge (etwa hinsichtlich Komfort und Pünktlichkeit) niemals einen gleichwertigen Ersatz für die Bahn zu bieten. 2016 gab es abermals Bestrebungen, ab 2020 den Betrieb zwischen Sissach und Olten auf die Strasse zu verlagern. Nach dem Willen der Baselbieter Regierung sollte der Personenverkehr auf der Linie Sissach-Läufelfingen-Olten durch Busse übernommen werden.
Im Mai 2008 wurde mit einem Dampfzug und einer Ausstellung das 150-Jahr-Jubiläum der alten Hauensteinstrecke gefeiert. Die S9 verkehrte am Festwochenende gratis, und es kamen «Flirt»-Triebwagen zum Einsatz.

Dampflokomotive in Läufelfingen

Die Firma Modern Steam am Hauenstein schlug vor, den fahrplanmässigen Betrieb mit modernen Dampflokomotiven der Firma DLM durchzuführen. Damit könnten neben dem Berufs- und Pendlerverkehr Touristen angezogen werden, die für das zusätzliche Erlebnis Dampfbahn zum Hauenstein kommen. Die Preise für die Pendlerabonnemente sollen gleich bleiben, Einzelfahrkarten (für die Touristen) würden teurer; die Passagierzahlen, die Einnahmen und damit die Kostendeckung sollen gemäss business plan der GmbH steigen. In den Herbstferien 2009 (26. Sept. – 11. Okt. 2009) wurde ein fahrplanmässiger Vorführbetrieb mit der Dampflokomotive 52 8055 durchgeführt, um die Machbarkeit dieses Projekts nachzuweisen. Für den definitiven Betrieb ist ein Pendelzug mit umgebauter Dampflok und Steuerwagen vorgesehen, der von einem Lokführer im Einmannbetrieb kostengünstig gefahren werden kann. Anfang August 2010 wurde mit der entsprechend umgebauten DR 52 8055 ein fahrplanmässiger Probebetrieb aufgenommen. In den Jahren 2009, 2010 und 2013 wurden mit der Dampflok insgesamt 144 Zugfahrten durchgeführt.
Im Frühling 2017 lehnte es der Landrat des Kantons Basel-Landschaft ab, weiterhin jährlich 840'000 Franken zum Betrieb der S9 beizutragen. Sollte das Stimmvolk bei der Referendumsabstimmung ebenfalls den jährlichen Kredit verweigern, sollte die S9 durch Busse ersetzt werden. Die Strecke sollte aber weiterhin für den Gütertransport erhalten bleiben. Dieser Beschluss wurde in der Referendumsabstimmung vom 26. November 2017 verworfen: Rund 65 Prozent der Stimmbevölkerung sagten «Nein» zur Stilllegung des «Läufelfingerli», wobei die Stimmbeteiligung 28,83 Prozent betrug.

## Der Hauenstein-Basistunnel
Strecke (Sissach–) Tecknau–Olten (SBB-Kursbuchfeld 500)

### Vorgeschichte
Die Züge auf der alten Hauensteinstrecke wurden immer länger und schwerer und wegen der grossen Steigungen waren bei Güterzügen oft Vorspann- und Schiebelokomotiven nötig. Dies machte den Betrieb umständlich und teuer, denn zum Beistellen oder Abkuppeln der Vorspannloks mussten die Züge in Sissach und Läufelfingen anhalten. 1888 schlug Olivier Zschokke erneut den Bau einer Schafmattbahn nach Aarau vor, um die bestehende Strecke zu entlasten. Als im Jahre 1901 die Schweizerischen Bundesbahnen das Netz der Centralbahngesellschaft übernommen hatten, suchte man bald nach einer alternativen Streckenführung nach Olten. 1909 wurde die Streckenführung über Gelterkinden-Tecknau beschlossen.

### Bau

Zwei Männer mit Bohrmaschine im Sohlstollen des Hauenstein-Basistunnels

1912 wurde mit den Vortriebsarbeiten an der Basis (Basistunnel) des Berges begonnen. In vier Jahren wurde der über 8 km lange Tunnel gebaut. Im Verlauf des halben Jahrhunderts, das seit dem Ausbruch des Scheiteltunnels vergangen war, hatten die Methoden des Tunnelbaus sich grundlegend gewandelt. Statt Handarbeit setzte man nun Bohrmaschinen ein, statt Pferde rauchlose Lokomotiven. Auch wurde vorsorglich eine leistungsfähige Pumpstation errichtet, denn man rechnete auch hier mit Wassereinbrüchen.
Am 8. Januar 1916 feierte man die Eröffnung der neuen Strecke. Die Läufelfinger-Strecke mit dem Scheiteltunnel wurde eine Nebenstrecke, und die Trambahn Sissach-Gelterkinden-Bahn stellte ihren Betrieb ein. Bereits 1924 wurde der elektrische Betrieb aufgenommen.

### Bedeutung im Verkehrsnetz
Die Hauenstein-Basisstrecke ist heute eine der meistbefahrenen Eisenbahnstrecken der Schweiz. Sie ist ein Bestandteil der Nord-Süd-Achse des Güterverkehrs, die von Güterzügen von SBB Cargo, BLS Cargo und weiteren Gesellschaften frequentiert wird, darunter auch den Zügen der Rollenden Autobahn Freiburg i. Brsg.–Novara für LKWs mit bis zu 4 Metern Eckhöhe. Im Personenverkehr wird die Strecke im Halb- oder Einstundentakt von (teilweise doppelstöckigen) InterRegio- und Intercityzügen der Relationen Basel–Zürich/Bern/Luzern sowie der Linie S3 der S-Bahn Basel von Olten nach Basel und weiter nach Pruntrut befahren. Der Querschnitt des Basistunnels von 48 m² erlaubt dabei eine Reisegeschwindigkeit von 140 km/h. Im Tunnel werden auch häufig ebenso schnelle Gegenzüge und (etwas langsamere) Güterzüge gekreuzt.
Infolge des hohen Verkehrsaufkommens droht ein Kapazitätsengpass. Daher sucht man nach Lösungen, um die Kapazität der Strecke zu erhöhen. Bisher wurden die Stationen und die Sicherungsanlagen angepasst, um eine dichtere Zugfolge zu realisieren. Schon im Zusammenhang mit dem Projekt der Neuen Haupttransversale (NHT) und jetzt mit der Bahn 2000 und der Neuen Eisenbahn-Alpentransversalen (NEAT) suchte man nach einer Möglichkeit, die Kapazität der Strecke noch weiter zu erhöhen. Dies erreichte man vorerst mit der Umfahrung des Nadelöhrs Pratteln durch den gut 5 Kilometer langen Adlertunnel zwischen Muttenz und Liestal. Als Fortsetzung steht nun ein dritter Juradurchstich zur Debatte, der so genannte Wisenbergtunnel zwischen Liestal oder Sissach und Olten, mit Anschluss an die West-Ost-Transversale Richtung Aarau-Zürich bzw. Olten-Bern. Dieses Projekt scheiterte aber bislang an der Finanzierung.

## Bahnhöfe
Der heutige Bahnhof Frenkendorf-Füllinsdorf wurde schon mehrfach umbenannt. Anfänglich hiess er Niederschöntal, dann Frenkendorf, dann Niederschöntal-Frenkendorf und seit 1936 Frenkendorf-Füllinsdorf. Am 8. April 1984 wurde das Gleisbildstellwerk des Typs Domino 67 in Betrieb genommen.

## Unfälle
Am 13. März 1957 stiessen zwischen Sissach und der Haltestelle Itingen zehn in der Station Gelterkinden entlaufene Personenwagen mit einem Güterzug zusammen. Zwei Bahnbeamte wurden leicht verletzt, es entstand hoher Sachschaden.
Am 6. Oktober 2011 stiess ein EW II-Pendelzug mit einer Re 4/4 II, der zusätzlich zum Halbstundentakt der S-Bahn von Basel nach Olten verkehrte, bei der Einfahrt in den Bahnhof Olten mit einem NPZ-Pendelzug seitlich zusammen. Der NPZ Sissach–Läufelfingen–Olten hatte ein Halt zeigendes Signal überfahren. Die Lokomotive Re 4/4 II 11184 und die beiden ersten Wagen des EW II-Pendelzugs kippten zur Seite. Der Lokomotivführer der Re 4/4 II wurde schwer und ein Fahrgast leicht verletzt. Die zum Zeitpunkt des Unfalls bereits installierte ZUB-Zugbeeinflussung war noch nicht in Betrieb.

## Trivia
Die Folge Nr. 944 der SWR-Fernsehserie Eisenbahn-Romantik portraitiert die Hauensteinstrecke.